# Петушенское сельское поселение
Пету́шенское се́льское поселе́ние — муниципальное образование в Новосильском районе Орловской области Российской Федерации.
Административный центр — деревня Михалёво.

## История
Статус и границы сельского поселения установлены Законом Орловской области от 3 сентября 2004 года № 425-ОЗ «О статусе, границах и административных центрах муниципальных образований на территории Новосильского района Орловской области»

## Население
| 2010 | 2012 | 2013 | 2014 | 2015 | 2016 | 2017 |
| ---- | ---- | ---- | ---- | ---- | ---- | ---- |
| 264  | ↘249 | ↘239 | ↘223 | ↘217 | ↘206 | ↘197 |
| 2018 | 2019 | 2020 | 2021 | 2023 |      |      |
| ↘185 | ↘178 | ↘167 | ↘111 | ↘99  |      |      |

## Состав сельского поселения
| № | Населённый пункт | Тип населённого пункта          | Население |
| - | ---------------- | ------------------------------- | --------- |
| 1 | Голянка          | село                            | ↘87       |
| 2 | Михалёво         | деревня, административный центр | ↘8        |
| 3 | Петушки          | село                            | ↘120      |
| 4 | Хутор            | деревня                         | ↘14       |
| 5 | Шейно            | село                            | ↘35       |